# Diócesis de Baoding
La diócesis de Baoding, de Qingyuan, Ching-Yüan o Paotíng (en latín: Dioecesis Paotimensis y en chino: 天主教保定教区) es una circunscripción eclesiástica de la Iglesia católica en China. Se trata de una diócesis latina, sufragánea de la arquidiócesis de Pekín. Desde el 2 de mayo de 1993 su obispo es James Su Zhimin, aunque es administrada de hecho por el obispo coadjutor Francis An Shuxin. La Asociación Patriótica Católica China fusionó en 1980 la diócesis de Anguo y la prefectura apostólica de Yixian, sin asentimiento de la Santa Sede, a la diócesis de Baoding. 

## Territorio y organización
La diócesis tiene 12 000 km² y extiende su jurisdicción sobre los fieles católicos de rito latino residentes en parte de la provincia de Hebei. 
La sede de la diócesis se encuentra en la ciudad de Baoding, en donde se halla la Catedral de San Pedro y San Pablo, edificada en 1905. En Donglu se encuentra el santuario nacional de Nuestra Señora de China.
En 1950 en la diócesis existían 35 parroquias.

## Historia

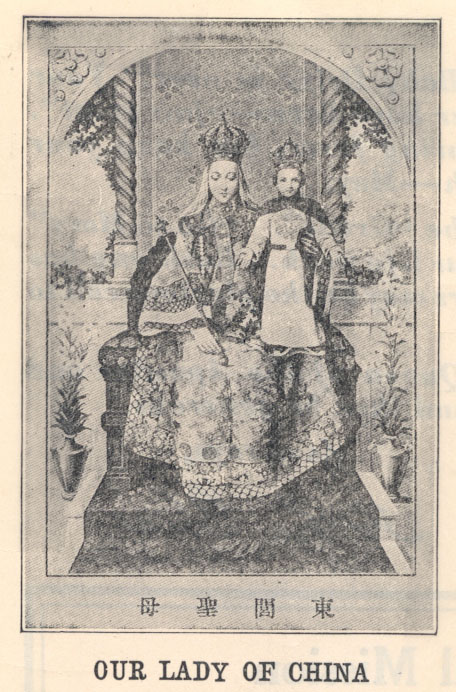
Estatua de Nuestra Señora de China, en el santuario de Donglu

El vicariato apostólico de Ce-li Central fue erigido el 14 de febrero de 1910 con el breve Nobis in sublimi del papa Pío X obteniendo el territorio del vicariato apostólico de Ce-li Septentrional (hoy arquidiócesis de Pekín]]).
El 15 de abril de 1924 cedió una porción de su territorio para la erección de la prefectura apostólica de Lixian (hoy diócesis de Anguo) mediante el breve Ex hac sublimi del papa Pío XI.
El 3 de diciembre de 1924 tomó el nuevo nombre de vicariato apostólico de Paotingfu en virtud del decreto Vicarii et Praefecti de la Congregación de Propaganda Fide.
El 25 de mayo de 1929 cedió otra porción de su territorio para la erección de la misión sui iuris de Yixian (hoy prefectura apostólica de Yixian) mediante el breve Cum venerabilis del papa Pío XI.
El 11 de abril de 1946 el vicariato apostólico fue elevado al rango de diócesis con la bula Quotidie Nos del papa Pío XII.
El 12 de julio de 1949 la provincia de Hebei fue ocupada por el Partido Comunista de China, que se impuso en la guerra civil y proclamó la República Popular China el 1 de octubre de 1949. Todos los misioneros extranjeros fueron expulsados de China comunista. En 1951 China comunista y la Santa Sede rompieron relaciones diplomáticas, reconociendo la Santa Sede a la República de China en Taiwán como el legítimo gobierno chino.
La Asociación Patriótica Católica China fue creada con el apoyo de la Oficina de Asuntos Religiosos de la República Popular de China en 1957, con el objetivo de controlar las actividades de los católicos en China. Su nombre público es Iglesia católica china y es referida como la "Iglesia oficial" en contraposición a la "Iglesia subterránea" o "Iglesia clandestina" leal a la Santa Sede.
En el período de 1966 a 1976 la Revolución Cultural se ensañó especialmente contra la religión, destruyéndose numerosas iglesias.
La Asociación Patriótica Católica China fusionó en 1980 la diócesis de Anguo y la prefectura apostólica de Yixian, sin asentimiento de la Santa Sede, a la diócesis de Baoding.
El 16 de abril de 1992 el obispo clandestino Peter Joseph Fan Xueyan murió en prisión. Después de él, se conocen otros dos obispos de Baoding, James Su Zhimin y su coadjutor Francis An Shuxin, ambos encarcelados por las autoridades chinas. En 2009 An Shuxin, en prisión de 1996 a 2006, se unió a la Asociación Patriótica Católica China; mientras que sigue sin conocerse la suerte de Su Zhimin, que se encuentra en prisión desde 1997.
El 22 de septiembre de 2018 se firmó en Pekín el Acuerdo provisional entre la Santa Sede y la República Popular de China sobre el nombramiento de los obispos. El 22 de octubre de 2020 el acuerdo fue prorrogado por otros dos años y en octubre de 2022 por otros dos años más.
Debido a la situación particular de la Iglesia católica en China, la Santa Sede no nombra obispos para las diócesis chinas, que son sedes oficialmente vacantes incluso en presencia de obispos reconocidos por Roma.

## Estadísticas
Según el Anuario Pontificio 2002 la diócesis tenía a fines de 1950 un total de 78 601 fieles bautizados.
| Año                                                                             | Población            | Población | Población      | Sacerdotes | Sacerdotes    | Sacerdotes    | Bautizados por sacerdote | Diáconos permanentes | Religiosos | Religiosos | Parroquias |
| Año                                                                             | Bautizados católicos | Total     | % de católicos | Total      | Clero secular | Clero regular | Bautizados por sacerdote | Diáconos permanentes | Varones    | Mujeres    | Parroquias |
| ------------------------------------------------------------------------------- | -------------------- | --------- | -------------- | ---------- | ------------- | ------------- | ------------------------ | -------------------- | ---------- | ---------- | ---------- |
| 1950                                                                            | 78 601               | 2 000     | 3.9            | 68         | 68            |               | 1155                     |                      |            | 59         | 35         |
| Fuente: Catholic-Hierarchy, que a su vez toma los datos del Anuario Pontificio. |                      |           |                |            |               |               |                          |                      |            |            |            |

## Episcopologio
- Joseph-Sylvain-Marius Fabrègues, C.M. † (19 de febrero de 1910-12 de junio de 1923 nombrado vicario apostólico coadjutor de Ce-li Septentrional)
- Paul Leon Cornelius Montaigne, C.M. † (18 de diciembre de 1924-25 de enero de 1930 nombrado vicario apostólico coadjutor de Pekín)
- Joseph Zhou Ji-shi, C.M. † (26 de marzo de 1931-18 de julio de 1946 nombrado arzobispo de Nanchang)
  - Sede vacante (1946-1951)
- Peter Joseph Fan Xueyan † (12 de abril de 1951-16 de abril de 1992 falleció)
  - Sede vacante
  - John Wang Qi-wei † (20 de julio de 1959 consagrado-1997 falleció)
  - Peter Chen Jian-zhang † (1983 consagrado-23 de diciembre de 1994 falleció)
  - Matthew Pan De-shi † (8 de diciembre de 1991 consagrado-3 de diciembre de 2005 falleció)
  - James Su Zhimin, desde el 2 de mayo de 1993
  - Francis An Shuxin, desde el 7 de agosto de 2010